# Gillis Valckenier
Gillis Valckenier, född 25 augusti 1623 i Amsterdam, död 6 november 1680, var borgmästare i Amsterdam och nederländsk statsman. Under den nederländska stormaktstiden regerade Valckenier, efter Johan de Witts och Cornelis de Graeffs död, tillsammans med Vilhelm III av Oranien.
Tillsammans med Raadpensionaris De Witt, Andries de Graeff och Gaspar Fagel slöt Gillis Valckenier det beständiga påbudet - Eviga ediktet (1667) - vilket undertecknades för att förhindra att Huset Oraniens inflytande återupprättades. Under samma tid kom en majoritet av provinserna i Nederländerna överens om att generalkaptenen eller generalamiralen av Nederländerna inte kunde vara ståthållare i någon provins. Dessutom avskaffade provinsen Holland själva ämbetet ståthållare. Andra provinser följde snart efter.
William Temple skrev i Observations upon the United Provinces på den Republiken Förenade Nederländerna: Den turkiska sultanen var inte mer inflytelserik i sitt land, än Valckenier i Amsterdam, (klär sig och uppträder som ett affärsbiträde).